# كارول كاليش
كارول كاليش (بالإنجليزية: Carol Kalish)‏ هي محرِّرة أمريكية، ولدت في 14 فبراير 1955، وتوفيت في 5 سبتمبر 1991 بسبب أم الدم داخل القحف.